# Töölön Pallokenttä
Das Töölön Pallokenttä (deutsch Töölö Ballspielplatz. schwedisch Tölö bollplan) ist ein Fußballstadion im Gebiet Töölö der finnischen Hauptstadt Helsinki. Die Fußballvereine Atlantis FC, FC Kiffen und die Frauenmannschaft des HJK Helsinki tragen hier in der Sportstätte mit 4.000 Plätzen ihre Heimspiele aus. Es trägt den Spitznamen Bollis. Das Töölön Pallokenttä bietet insgesamt vier Rasenplätze und einen Kunstrasenplatz, der ganzjährig genutzt wird. Alle Felder besitzen eine Rasenheizung und eine Flutlichtanlage.

## Geschichte

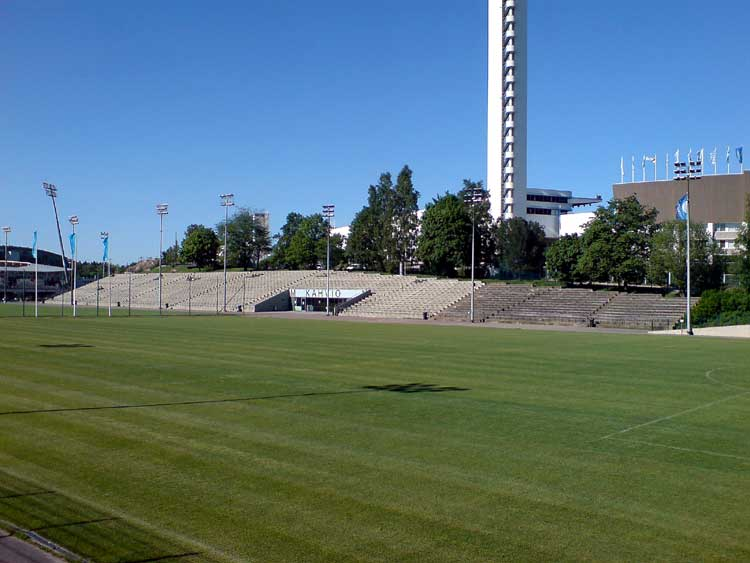
Tribüne des Töölön Pallokenttä (Juni 2007)

Das Töölön Pallokenttä wurde 1915 eingeweiht und war das erste Fußballstadion in Finnland. Anfänglich wurde die Anlage privat geführt, ab 1939 übernahm die Stadt Helsinki die Pflege der Anlage. Am 23. Februar 1919 traf die finnische Bandynationalmannschaft der Herren in einem Länderspiel im Töölön Pallokenttä auf Schweden. Die Finnen gewannen das Spiel mit 4:1 gegen das Nachbarland. Zwischen 1929 und 1947 wurden die Heimspiele der finnischen Fußballnationalmannschaft bei den nordischen Fußballmeisterschaften der Männer im Töölön Pallokenttä ausgetragen. Von 1934 bis 1938 entstand östlich des Stadions das Olympiastadion. Ab 1948 fanden die Spiele der nordischen Fußballmeisterschaft hauptsächlich im Olympiastadion statt. 1952 war die Spielstätte einer der fünf Austragungsorte des olympischen Fußballturniers. Am 17. Oktober 1981 fand das Endspiel im finnischen Fußballpokal zwischen dem HJK Helsinki und Kuusysi Lahti statt. Die 5.063 Zuschauer sahen einen 4:0-Sieg des HJK. Zwischen 1999 und 2000 wurde direkt hinter der Nordseite des Töölön Pallokenttä das frühere Finnair Stadium (heute: Bolt Arena) mit rund 10.000 Plätzen errichtet. Zum gesamten Komplex gehört auch die 1967 eingeweihte Mehrzweckhalle Helsingin Jäähalli, die überwiegend für Eishockey genutzt wird. Die bisher letzte Renovierung des Bollis wurde von 2000 bis 2001 vorgenommen.

## Spiele des olympischen Fußballturniers 1952
Während der olympischen Sommerspiele wurden fünf Partien im Töölön Pallokenttä ausgetragen, darunter drei der vier Viertelfinalspiele.
Vorrunde
- 15. Juli 1952:  Jugoslawien –  Indien 10:1 (5:0), 10.000 Zuschauer

Achtelfinale
- 21. Juli 1952:  Ungarn –  Italien 3:0 (2:0), 13.870 Zuschauer

Viertelfinale
- 23. Juli 1952:  Schweden –  Österreich 3:1 (0:1), 12.564 Zuschauer
- 24. Juli 1952:  BR Deutschland –  Brasilien 4:2 n. V. (2:2/0:1), 11.451 Zuschauer
- 25. Juli 1952:  Jugoslawien –  Dänemark 5:3 (3:0), 11.456 Zuschauer